# Justicia simonisia
Justicia simonisia är en akantusväxtart som beskrevs av V.A.W. Graham. Justicia simonisia ingår i släktet Justicia och familjen akantusväxter. Inga underarter finns listade i Catalogue of Life.